# Julius Bacher
Julius Bacher (Ragit, hoy Neman, 8 de agosto de 1810 - 1889) fue un dramaturgo y novelista alemán de Ragnit, provincia de Prusia del Este.
Estudió medicina en Königsberg, donde se asentó como médico en 1837. Sin embargo, diez años después abandonó su carrera como médico para dedicarse por completo a la literatura. Su primera producción en este campo fue un drama, Karl des XII. Erste Liebe (El primer amor de Carlos XII). Entonces, los sucesos políticos de 1848 interrumpieron su actividad literaria, pero la reanudó ocho años después con la publicación de la novela Sophie Charlotte, die Philosophische Königin, 3 vols. El buen recibimiento del público le alentó a dedicarse a la literatura, por lo que publicó sucesivamente Die Brautschau Friedrich des Grossen (La búsqueda de una novia de Federico el Grande; 1857), un drama; y Friedrich I. Letzte Tage, (Los últimos días de Federico I; 1858), un romance en 3 vols. En 1859 se representó su obra Charakterbild aus dem Leben en el Teatro Real de Berlín. En ese momento Bacher se estableció en Berlín, desde donde viajó a Suiza y Francia. Cuando regresó a Berlín en 1860 publicó tres volúmenes de cuentos y algunos romances. De estos trabajos los más conocidos son Ein Urteil Washington's, 2 vols., 1864; Sybilla von Kleve, 3 vols., 1865; Napoleon I. Letzte Liebe, 6 vols., 1868; Auf dem Wiener Kongress, (En el Congreso de Viena; 4 vols., 1869; Prinzessin Sidonie, 3 vols., 1870; y las tragedias, Lady Seymour y Lucie.